# Belpop 100
Belpop 100 is een Vlaams radioprogramma dat sinds 2002 jaarlijks op Radio 1 wordt uitgezonden. Tot 2016 was de naam 100 op 1.
Het is een programma waarbij luisteraars voor hun 100 favoriete liedjes door Belgische artiesten kunnen stemmen. De genomineerde nummers worden daarna van nr. 100 tot 1 uitgezonden. De uitzending vond traditioneel in december plaats, soms begin december, dan weer tussen Kerstmis en oudjaar. In 2021 verhuisde de uitzending naar februari, waardoor er in 2020 geen editie was.

## Concept
De eerste editie vond plaats op zaterdag 28 december 2002. Radio 1 plaatste toen samen met het weekblad Humo een lange lijst met meer dan 200 bekende nummers van bekende Belgische zangeres en groepen uit verschillende genres, gaande van rockmuziek, popmuziek, chanson tot en met kleinkunst. Tussendoor werden ook verschillende Belgische artiesten die een plaatsje in de lijst veroverd hadden aan het woord gelaten. 
De uitzending was een succes en is inmiddels tot een traditie uitgegroeid op Radio 1. De nummers zijn ook beschikbaar op CD. Het eerste volume verzamelde de Nederlandstalige nummers, de andere de Engelstalige.
Sinds 2017 wordt de lijst uitgezonden onder de nieuwe naam "Belpop 100".

## Overzicht
Een overzicht van de winnaars vanaf 2002 tot nu.
| Jaar | Nummer 1                                  | Nummer 2                                  | Nummer 3                                  |
| ---- | ----------------------------------------- | ----------------------------------------- | ----------------------------------------- |
| 2025 | Les yeux de ma mère (Arno)                | Mia (Gorki)                               | Ploegsteert (Het Zesde Metaal)            |
| 2024 | Les yeux de ma mère (Arno)                | Ploegsteert (Het Zesde Metaal)            | Ruimtevaarder (Kommil Foo)                |
| 2023 | Les yeux de ma mère (Arno)                | Ruimtevaarder (Kommil Foo)                | Ploegsteert (Het Zesde Metaal)            |
| 2022 | Les yeux de ma mère (Arno)                | Amsterdam (Kris De Bruyne)                | Ploegsteert (Het Zesde Metaal)            |
| 2021 | Amsterdam (Kris De Bruyne)                | Ruimtevaarder (Kommil Foo)                | Ploegsteert (Het Zesde Metaal)            |
| 2019 | Ploegsteert (Het Zesde Metaal)            | Ruimtevaarder (Kommil Foo)                | Mia (Gorki)                               |
| 2018 | Ploegsteert (Het Zesde Metaal)            | Ruimtevaarder (Kommil Foo)                | Ne me quitte pas (Jacques Brel)           |
| 2017 | Ploegsteert (Het Zesde Metaal)            | Ruimtevaarder (Kommil Foo)                | Ne me quitte pas (Jacques Brel)           |
| 2016 | Ploegsteert (Het Zesde Metaal)            | Ne me quitte pas (Jacques Brel)           | Mia (Gorki)                               |
| 2015 | Mia (Gorki)                               | Als ze lacht (Yevgueni)                   | Ne me quitte pas (Jacques Brel)           |
| 2014 | Mia (Gorki)                               | Twee meisjes (Raymond van het Groenewoud) | Ne me quitte pas (Jacques Brel)           |
| 2013 | Twee meisjes (Raymond van het Groenewoud) | Als ze lacht (Yevgueni)                   | Ne me quitte pas (Jacques Brel)           |
| 2012 | Ne me quitte pas (Jacques Brel)           | Twee meisjes (Raymond van het Groenewoud) | Eerste sneeuw (Jan De Wilde)              |
| 2011 | Twee meisjes (Raymond van het Groenewoud) | Ne me quitte pas (Jacques Brel)           | Eerste sneeuw (Jan De Wilde)              |
| 2010 | Twee meisjes (Raymond van het Groenewoud) | Ne me quitte pas (Jacques Brel)           | Eerste sneeuw (Jan De Wilde)              |
| 2009 | Twee meisjes (Raymond van het Groenewoud) | Ne me quitte pas (Jacques Brel)           | Eerste sneeuw (Jan De Wilde)              |
| 2008 | Twee meisjes (Raymond van het Groenewoud) | Ne me quitte pas (Jacques Brel)           | Mia (Gorki)                               |
| 2007 | Twee meisjes (Raymond van het Groenewoud) | Ne me quitte pas (Jacques Brel)           | Nothing really ends (dEUS)                |
| 2006 | Ne me quitte pas (Jacques Brel)           | Mia (Gorki)                               | Twee meisjes (Raymond van het Groenewoud) |
| 2005 | Mia (Gorki)                               | Ne me quitte pas (Jacques Brel)           | Twee meisjes (Raymond van het Groenewoud) |
| 2004 | Mia (Gorki)                               | Ne me quitte pas (Jacques Brel)           | Twee meisjes (Raymond van het Groenewoud) |
| 2003 | Mia (Gorki)                               | Ne me quitte pas (Jacques Brel)           | Twee meisjes (Raymond van het Groenewoud) |
| 2002 | Mia (Gorki)                               | Ne me quitte pas (Jacques Brel)           | Twee meisjes (Raymond van het Groenewoud) |